# エッティングスハウゼン効果
エッティングスハウゼン効果（エッティングスハウゼンこうか、英: Ettingshausen Effect、名称はアルベルト・フォン・エッティングスハウゼンにちなむ）は熱電効果（または熱磁効果）の一種で、磁場のかかった導体を流れる電流に影響する現象である。
エッティングスハウゼンと彼の博士課程生であったヴァルター・ネルンストは、ビスマスでのホール効果を研究する中で、試料の片側が熱されているとき、電流に進行方向垂直の予期しない流れが生じることに気づいた。これはネルンスト効果として知られている。
逆に、電流を y-軸に沿って流し、磁場を z-軸に沿ってかけると、x-軸に沿った温度勾配が生じる。これはホール効果によって電子が電流と垂直方向に力を受け、試料の一方に電子が集積し、衝突回数が増加して金属が加熱されるためである。
この効果は次のエッティングスハウゼン係数 P で定量化される。
{\displaystyle P={\frac {dT/dx}{|B_{z}|\cdot J_{y}}}}
ここで dT/dx は、電流密度の y-成分 Jy と磁場の z-成分 Bz から生じる温度勾配を表す。

エッティングスハウゼン効果による温度勾配の向きを磁場・電流とともに示す。

銅、銀、金といった多くの金属では P は 10−16 Km/(TA) のオーダーであり、普通の磁場では効果を観測することは難しい。ビスマスは熱伝導率が非常に小さく、エッティングスハウゼン係数は何倍ものオーダーで大きな値をとる。
{\displaystyle P_{\mathrm {bismuth} }=7.5\pm 0.3\times 10^{-4}{\frac {K\cdot m}{T\cdot A}}}